# Новооникієве
Новооникі́єве —  село в Україні, у  Мар'янівській сільській громаді Новоукраїнського району Кіровоградської області. Населення становить 55 осіб.

## Населення
Згідно з переписом УРСР 1989 року чисельність наявного населення села становила 49 осіб, з яких 17 чоловіків та 32 жінки.
За переписом населення України 2001 року в селі мешкало 55 осіб.

### Мова
Розподіл населення за рідною мовою за даними перепису 2001 року:
| Мова       | Відсоток |
| ---------- | -------- |
| українська | 92,73 %  |
| російська  | 7,27 %   |